# Beriotisia cuculliformis
Beriotisia cuculliformis là một loài bướm đêm thuộc họ Noctuidae. Nó được tìm thấy ở vùng Magallanes của Chile và tỉnh Chubut của Argentina.
Sải cánh dài 27–37 mm. Con trưởng thành bay vào tháng 10 và tháng 2.